# Андрей (Соколов)
Архимандрит Андрей (в миру Иван Соколов; ок. 1789 — 13 (25) сентября 1827) — архимандрит Русской православной церкви, Слободского Крестовоздвиженского монастыря, Вятской епархии.

## Биография
Родился около 1789 года в Тверской губернии; происходил из духовного звания.
Обучался с 1803 года в Тверской семинарии, а с 1815 года — в Санкт-Петербургской духовной академии, где и кончил курс в 1819 году со степенью старшего кандидата.
9-го августа того же года назначен инспектором и профессором церковной истории и греческого языка в Санкт-Петербургскую духовную семинарию, в том же году постригся в монашество с именем Андрея и рукоположен в иеродиакона.
В 1820 году, в сане иеромонаха, назначен ректором Александро-Невского духовного училища и за отличные успехи в училищных должностях удостоен ученой степени магистра богословия.
В 1821 году переведен ректором в Воронежскую духовную семинарию и присутствовал там в консистории. Деятельность Андрея по семинарии была очень благотворна: он устроил семинарский корпус, а полезными и благоразумными распоряжениями обратил на себя особое внимание начальства и 18-го августа 1824 года был возведён в сан архимандрита.
С сентября 1825 года — ректор Вятской духовной семинарии; назначен также настоятелем Вятского слободского Крестовоздвиженского монастыря, членом консистории и цензором проповедей. Чрез два года уволен от училищной службы.
Умер 13 (25) сентября 1827 года.